# Fuerzas Médicas de Ucrania
Las Fuerzas Médicas de Ucrania  constituyen una rama de las Fuerzas Armadas de Ucrania, especializada dentro del sistema de apoyo de combate, encargada de proporcionar atención sanitaria integral a los efectivos militares durante el tiempo de paz y en operaciones de combate. Su misión abarca la evacuación médica desde el frente, la atención prehospitalaria, el tratamiento especializado en instalaciones médicas militares, la rehabilitación y el apoyo psicológico. Además, supervisan la medicina preventiva, la vigilancia epidemiológica, y la preparación sanitaria de las tropas.
Desde 2020, las Fuerzas Médicas funcionan como un comando independiente, separado de los cuerpos médicos subordinados a cada rama (Ejército, Fuerza Aérea, Marina), lo que ha permitido centralizar la planificación, formación, logística y despliegue del personal sanitario. Esta estructura comprende hospitales militares, centros móviles de cirugía, unidades de evacuación médica, laboratorios biomédicos, y formaciones de entrenamiento médico-militar, así como cooperación activa con organizaciones internacionales para la formación y modernización de protocolos.
Durante la invasión rusa de Ucrania, el papel de estas fuerzas ha sido crucial para la supervivencia de miles de soldados y civiles, mediante el establecimiento de corredores sanitarios, puntos de estabilización cerca del frente y unidades quirúrgicas móviles, adaptadas a condiciones de guerra de alta intensidad.